# Język buyei
Język buyei – język mniejszości etnicznej Buyei w południowych Chinach i Wietnamie, należący do dajskiej rodziny językowej. Tworzy kontinuum dialektalne z językiem zhuang. Język buyei jest językiem tonalnym, posiada osiem tonów.